# Lê Xuân Đức
Lê Xuân Đức là một tướng lĩnh của lực lượng Công an nhân dân Việt Nam với quân hàm Thiếu tướng. Ông hiện giữ chức vụ Phó Cục trưởng Cục Cảnh sát giao thông, Bộ Công an (Việt Nam).

## Tiểu sử
Năm 2013, Lê Xuân Đức mang quân hàm Thượng tá, công tác tại Phòng 6, Cục Cảnh sát giao thông đường bộ, đường sắt, Bộ Công an (Việt Nam). Ông giữ chức vụ Phó phòng T6. và quyền trưởng phòng tuần tra kiểm soát và xử lý thuộc Cục Cảnh sát giao thông đường bộ - đường sắt, Bộ Công an.
Năm 2014, Lê Xuân Đức là Thượng tá, Trưởng phòng Hướng dẫn tuần tra kiểm soát và xử lý tai nạn, Cục giao thông đường bộ C67, Tổng cục Cảnh sát Quản lí hành chính về trật tự xã hội.
Năm 2017 đến tháng 8 năm 2018, Lê Xuân Đức là Đại tá, Phó Cục trưởng Cục Cảnh sát giao thông, Bộ Công an.
Tháng 12 năm 2018, Lê Xuân Đức là Thiếu tướng Công an nhân dân Việt Nam, Phó Cục trưởng Cục Cảnh sát giao thông, Bộ Công an.

## Lịch sử thụ phong quân hàm
| Năm thụ phong | –      | 2018        |
| ------------- | ------ | ----------- |
| Quân hàm      |        |             |
| Cấp bậc       | Đại tá | Thiếu tướng |